# Boarmia kaibatonis
Boarmia kaibatonis là một loài bướm đêm trong họ Geometridae.